# Anthelia viridissima
Anthelia viridissima là một loài rêu tản trong họ Antheliaceae. Loài này được (Nees) Dumort. miêu tả khoa học lần đầu tiên năm 1874.